# Ulica Kotlarska we Wrocławiu
Ulica Kotlarska – jedna z ulic ścisłego średniowiecznego centrum Wrocławia (Stare Miasto), równoległa do północnej pierzei Rynku i położona od niej ok. 120 m na północ. Łączy dziś ulicę Odrzańską na zachodzie z placem Nowy Targ i liczy około 450 metrów. Przedłużeniem Kotlarskiej na wschód, poza Nowy Targ, jest ulica Purkyniego, natomiast na zachodzie, poza ul. Odrzańską, znajdują się ul. Malarska i Jatki.
W średniowieczu powstawała w osobnych dwóch lub trzech odcinkach: na zachód od ulicy Kuźniczej mieszkali przy niej (1363) rzemieślnicy – kotlarze (stąd współczesna nazwa, wcześniej niem. Kupferschmiedestraße) i kramarze (stąd pojawiająca się w 1348 nazwa cromergasse, której przestano używać po około 1409). Na wschód od Kuźniczej mieszkali piekarze, stąd stosowana od 1340 nazwa beckergasse (Zaułek Piekarski), która przetrwała do 1824, kiedy oba odcinki objęto wspólną nazwą ulicy Kotlarskiej.